# Tostaky (le continent)
Tostaky (le continent) is een nummer van de Franse rockband Noir Désir uit 1992. Het is de eerste single van hun vierde studioalbum Tostaky.
"Tostaky" is in het Spaans spreektaal voor "todo está aqui", wat "alles is hier" betekent. Het refrein van het nummer wordt dan ook in het Spaans gezongen, terwijl het nummer voor de rest Franstalig is. Het nummer werd een hit in Frankrijk, waar het de 21e positie behaalde.